# 블랙 위도우 (2021년 영화)
《블랙 위도우》(영어: Black Widow)는 2021년 개봉한 미국의 슈퍼히어로 영화로, 마블 코믹스의 슈퍼히어로 캐릭터 나타샤 로마노프를 주인공으로 한 작품이다. 마블 스튜디오가 제작하고, 월트 디즈니 스튜디오스 모션 픽처스가 배급하였다. 마블 시네마틱 유니버스의 일부이며, 케이트 쇼틀랜드가 감독을 맡고 잭 셰이퍼와 네드 벤슨이 각본을 맡았다. 블랙 위도우는 스칼렛 요한슨이 맡았고, 플로렌스 퓨, 데이비드 하버, 레이첼 바이스, O. T. 패그벤레이, 레이 윈스턴 등이 출연한다.
블랙 위도우 영화는 2004년 4월부터 라이언스게이트 필름에서 데이비드 헤이터에게 각본과 감독을 맡김으로써 작업이 시작되었다. 그러나 프로젝트는 진척되지 않았고, 캐릭터의 판권은 2006년 6월 마블 스튜디오에게 넘어갔다. 요한슨은 2010년 아이언맨 2를 시작으로 몇몇 MCU 필름에 블랙 위도우로 출현했다. 마블과 요한슨은 그 후 몇 년간 단독 영화에 대해 관심을 보여왔으며, 2018년 셰이퍼와 쇼틀랜드를 고용하면서 개발은 진척되었다. 2019년 벤슨이 고용되고 더 많은 배역 선정이 이루어졌으며, 같은 해 5월 잉글랜드의 파인우드 스튜디오와 노르웨이에서 촬영이 시작되었다.
기존 2020년 5월 1일에 북미 개봉 예정이었으나, 코로나바이러스감염증-19 범유행으로 인해 개봉이 2021년 7월 9일로 연기되었다. 북미에서는 극장 개봉과 함께 디즈니+ 동시 공개된다.

## 줄거리
1995년, 슈퍼 군인 알렉세이 쇼스타코프와 블랙 위도우 멜리나 보스토코프는 러시아 비밀 요원으로 활동하며 나타샤 로마노프와 옐레나 벨로바를 딸로 두고 오하이오에서 가족 행세를 한다. 그들은 S.H.I.E.L.D.를 훔친다. 그들의 상관인 드레이코프 장군이 훈련을 위해 로마노프와 벨로바를 레드 룸으로 데려간 쿠바로 정보를 입수하고 탈출한다. 이후 수십 년 동안 쇼스타코프는 러시아에 투옥되고 로마노프와 벨로바는 성공적이고 위험한 암살자가 된다. 로마노프는 결국 S.H.I.E.L.D. 클린트 바턴이 드레이코프의 부다페스트 사무실을 폭파하는 것을 도운 후 드레이코프와 그의 어린 딸 안토니아를 죽인 것으로 보인다.
2016년, 로마노프는 소코비아 협정을 위반한 죄로 도망자 신분이 된다. 그녀는 미국 국무 장관 태디어스 로스에게서 탈출하여 릭 메이슨이 제공하는 노르웨이의 은신처로 도망친다. 한편, 벨로바는 불량 전직 블랙 위도우를 죽이지만 레드 룸의 화학적 마인드 컨트롤 에이전트를 중화시키는 합성 가스와 접촉하게 된다. 벨로바는 그녀와 어벤져스가 다른 위도우들을 풀어주고 숨어 있기를 바라며 해독제 약병을 로마노프에게 보낸다. 로마노프가 자신도 모르게 약병을 차에 넣고 운전할 때 레드 룸 요원 태스크마스터가 그녀를 공격한다. 로마노프는 태스크마스터에서 탈출하여 약병이 부다페스트에서 온 것을 깨닫는다. 그곳에서 그녀는 드레이코프가 살아 있고 레드 룸이 여전히 활성화되어 있음을 밝힌 벨로바를 찾는다. 블랙 위도우들과 태스크마스터가 그들을 공격하지만 로마노프와 벨로바는 그들을 피하고 헬리콥터를 공급하는 메이슨을 만난다.
로마노프와 벨로바는 드레이코프의 위치를 알기 위해 쇼스타코프를 감옥에서 빼내고 상트 페테르부르크 외곽 농장에 사는 보스토코프에게 안내한다. 그곳에서 그녀는 위도우에 사용되는 화학적 마인드 컨트롤 프로세스를 개선하고 있다. 보스토코프는 드레이코프와 그의 요원이 그들을 데려가기 위해 도착했다고 경고하지만 로마노프는 보스토코프가 그들을 돕도록 설득하고 두 사람은 안면 마스크 기술을 사용하여 장소를 전환한다. 공중 시설인 레드 룸에서 보스토코프는 쇼스타코프와 벨로바를 속박에서 풀어준다. 드레이코프는 로마노프의 변장을 꿰뚫어보고 태스크마스터가 드레이코프가 그녀를 구하기 위해 그녀의 머리에 기술을 넣어야 할 정도로 심각한 피해를 입은 안토니아임을 밝힌다. 로마노프는 모든 위도우에 설치된 페로몬 잠금 장치로 인해 드레이코프를 공격 할 수 없지만 자신의 코를 부러 뜨리고 후각 신경을 절단하여 무효화한다. 쇼스타코프는 태스크마스터와 싸우고 보스토코프는 시설의 엔진 중 하나를 제거한다. 그런 다음 태스크마스터를 감방에 가둔다.
드레이코프는 다른 블랙 위도우가 로마노프를 공격하자 탈출하지만 벨로바는 그들을 해독제에 노출시킨다. 로마노프는 시설이 폭발하고 무너지기 시작하면서 드레이코프의 컴퓨터에서 전 세계 다른 위도우들의 위치를 복사한다. 그녀는 살아남은 두 개의 해독제 약병을 회수하고 잠긴 감방에서 태스크마스터를 풀어준다. 보스토코프와 쇼스타코프는 비행기를 통해 탈출하고 벨로바는 드레이코프의 항공기를 꺼내 그를 죽이다. 자유 낙하에서 로마노프는 태스크마스터와 싸우기 전에 벨로바에게 낙하산을 제공한다. 착륙 후 로마노프는 태스크마스터에서 하나의 해독제 약병을 사용하고 다른 정신 제어 위도우들의 위치와 함께 다른 하나를 벨로바에게 제공하여 그들을 찾아서 풀어줄 수 있다. 벨로바, 보스토코프, 쇼스타코프는 로마노프에게 작별 인사를하고 안토니아와 해방 된 윈도우들과 함께 떠난다. 2주 후 메이슨은 로마노프에게 투옥된 어벤져스를 풀어주는 데 사용할 퀸젯을 공급한다.
로마노프의 죽음 이후의 크레딧 이후 장면에서 발렌티나 알레그라 드 퐁텐(Valentina Allegra de Fontaine)은 바턴의 죽음을 비난하고 그를 벨로바의 다음 목표로 지정한다.

## 배역

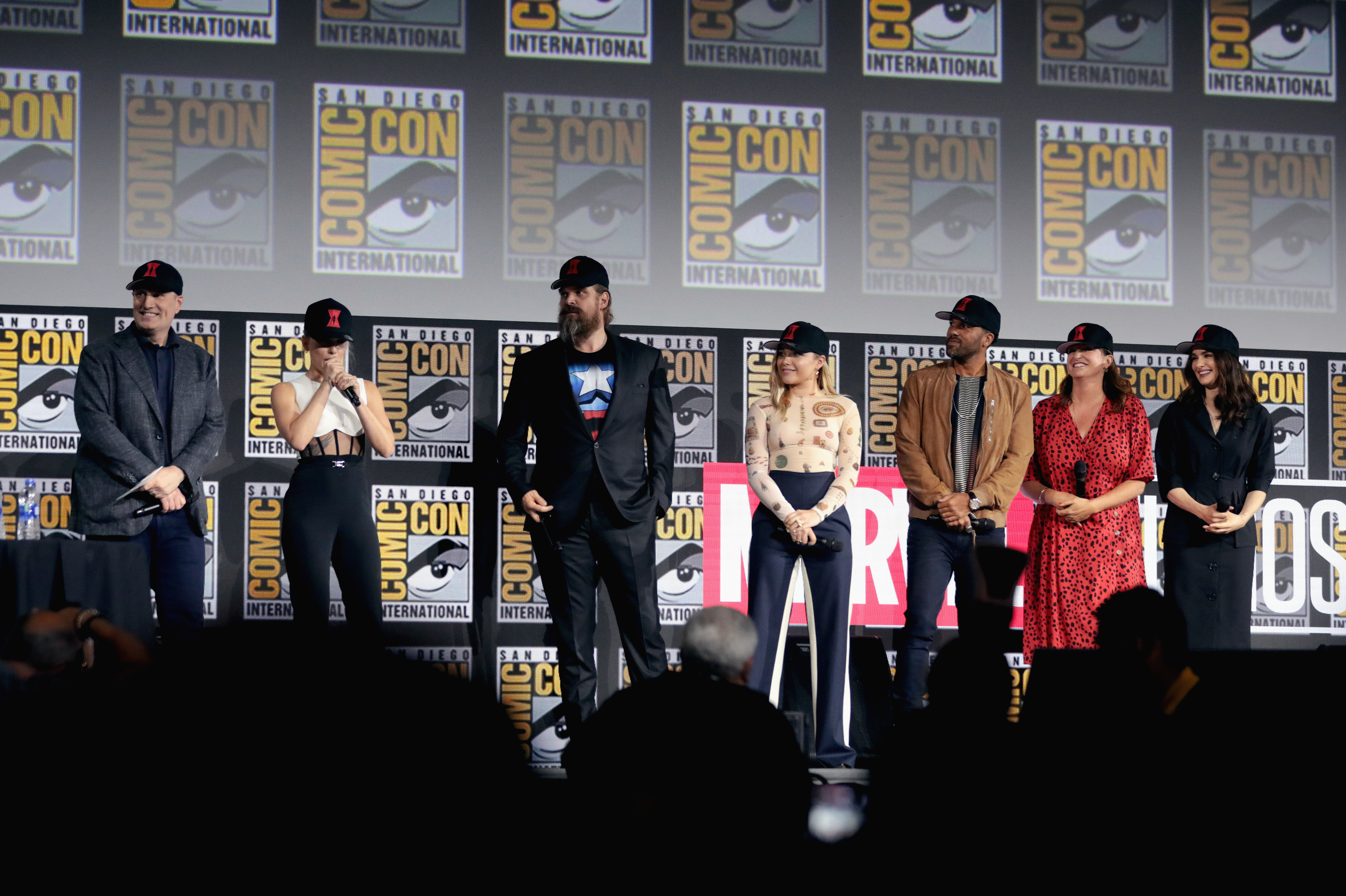
2019년 코믹콘에 출연한 영화 출연진. 왼쪽에서부터 케빈 파이기 대표, 요한슨, 하버, 퓨, 패그벤레이, 케이트 쇼틀랜드 감독, 바이스.

- 스칼렛 요한슨 - 나타샤 로마노프 / 블랙 위도우 역

S.H.I.E.L.D.의 뛰어난 스파이. 요한슨은 필름을 통해 "위도우를 여자로써 스스로 탐험할 수 있는 기회"를 얻었으며, "아마도 처음으로 자신의 삶에서 자신을 위해 스스로 독립적이고 능동적인 선택을 만들어나간다고" 말했다. 요한슨은 영화의 제작과 배역 담당을 통해 2,000만 달러를 벌 것이다.
- 플로렌스 퓨 - 옐레나 벨로바 / 블랙 위도우 역

나타샤에게 여동생 같은 존재이다.
- 데이비드 하버 - 알렉세이 쇼스타코프 / 레드 가디언 역

캡틴 아메리카와 비교되는 러시아 인물로, 나타샤와 관계가 있었던 사람이다.
- O. T. 패그벤레이 - 릭 메이슨 역

나타샤에게 애정이 있는 쉴드 요원이다.
- 레이 윈스턴 - 드레이코프 역

- 레이철 바이스 - 멜리나 / 블랙 위도우 역

과학실험과 관련된 레드 룸의 훈련에 참여한 스파이.
- 윌리엄 허트 - 태디어스 로스 역

- 올가 쿠릴렌코 / 앤디 리스터 - 안토니아 드레이코프 / 태스크마스터 역

드레이코프의 딸
- 줄리아 루이드라이퍼스 - 발렌티나 역

- 제레미 레너 - 클린트 바턴 / 호크아이 역 (크레딧에 올라가지 않음, 목소리 및 사진 출연)

- 에버 앤더슨 - 어린 나타샤 로마노프 역

- 바이올렛 맥그로우 - 어린 옐레나 벨로바 역

- 미쉘 리 - 옥사나 역

- 올리비에 리히터스 - 우르사 메이저 역

## 제작

### 개발
"제가 시도하려고 했던 것은 조각난 소비에트 제국의 배경을 사용하는 것이었습니다. 무법적이고 미쳐가는 400명 정도가 수용된 정신병원, 몇몇 이상한 핵미사일 저장탐과 같이요. 이것은 모두 느슨하게 핵미사일과 관련된 것이었고, 저는 그것이 매우 시의적절하고, 매우 멋지다고 느꼈습니다. 불행하게도 제가 마지막 원고를 마쳤을즈음, 수많은 여성 자경단 영화들이 나왔습니다. 먼저 "툼 레이더", "킬 빌 1부"가 나왔고, 그 뒤로 "블러드레인", "울트라바이올렛", "이온 플럭스"가 나왔습니다. "이온 플럭스"가 개봉하고 3일 뒤 흥행을 거두지 못하자, 스튜디오에서는 '우리는 지금 이 영화를 할 때가 아니라고 생각해'라고 말했습니다.
2004년 2월, 라이언스게이트 필름은 블랙 위도우에 대한 영화 판권을 획득했고, 4월 데이비드 헤이터가 작가 겸 감독으로 발표되었으며, 아비 아라드가 프로듀싱을 담당했다. 그러나 2006년 6월 라이언스게이트는 계획을 취소했고, 판권을 마블 스튜디오에게 돌려주었다. 헤이터와 마블은 프로젝트를 발전하기 위해 다른 재정원을 찾고자 노력했지만, 헤이터는 "진정으로 영화와 캐릭터를 찍고자 하는 것을 찾고자 할 때 편안함을 느낄 수 없었다." 헤이터는 언젠가는 영화가 만들어질 것이라고 희망했다.
2009년 1월, 마블은 "아이언맨 2"를 제작하며 에밀리 블런트와 블랙 위도우 역에 관해 논의했지만, 블런트는 "걸리버 여행기" 촬영 때문에 배역을 맡을 수 없었다. 2009년 3월 스칼렛 요한슨이 블랙 위도우 역를 맡기로 합의했다. 2010년 9월 "아이언맨 2"의 홈 미디어 상영에 관한 논의에서, 마블 스튜디오의 케빈 파이기 대표는 블랙 위도우의 단독 영화에 대한 이야기가 요한슨과 이루어졌다고 말했으나, 당시 마블은 "어벤져스"에 집중하고 있었다. 요한슨은 "어벤져스"에 출연했고, 2014년 "캡틴 아메리카: 윈터 솔저", 2015년 "어벤져스: 에이지 오브 울트론", 2016년 "캡틴 아메리카: 시빌 워", 2018년 "어벤져스: 인피니티 워", 2019년 "어벤져스: 엔드게임"에 모두 등장했다. "에이지 오브 울트론"이 공개된 이후 요한슨의 언급에 따르면, 블랙 위도우 캐릭터와 요한슨의 연기에 관해 관객이 예상한 것 이상의 호응을 보냈고, 이에 마블은 그 수요에 맞추어 최초 계약시의 영화 편수를 조정했다고 한다.
2014년 2월, 파이기는 블랙 위도우의 과거를 "에이지 오브 울트론"에서 경험한 이후, 단독 영화를 통해 그것을 더 깊이 보고 싶다고 말했다. 이는 어느 정도 작업이 진행되고 있는 중이었다. 이 작업에는 "가디언즈 오브 갤럭시"에서 공동 작가를 맡았던 니콜 펄먼의 "조금 더 깊이 있는" 작업도 포함되어 있었다. 같은 해 4월, 요한슨은 블랙 위도우 영화에 출연하는 것에 대해 관심을 표명했으며, "청중들의 요구에 따라 진행된 것"이라고 언급했다. 그 해 7월 데이비드 헤이터는 마블의 프로젝트 부활에 대해 관심을 드러냈다. 그리고 8월에는 닐 마셜 감독이 "블랙 위도우 영화를 열렬하게 원한다"며 블랙 위도우가 "어떠한 초능력도 없이 그저 뛰어난 실력을 보유하고 있을 뿐이며, 그녀가 온 세계는 단순한 KGB 암살자 그 이상이기 때문에 매우 매혹적"이라고 말했다. 2015년 4월 요한슨은 블랙 위도우 단독 영화에 대한 더 많은 가능성을 제시하며, 여태까지의 다양한 영화에서 묘사했던 다양한 층위를 탐험할 수 있는 가능성을 보며, "지금 당장, 저는 이 캐릭터가 세계관의 일부로써 잘 이용되고 있다고 생각해요."라고 언급했다. 2016년 4월, "캡틴 아메리카: 시빌 워" 프로모션 당시 파이기는 영화 스케줄에 대해 블랙 위도우 영화는 가능한 한 4~5년 후에 개봉될 것이라고 언급했다. 그는 마블이 창조적이고 열성적으로 블랙 위도우 영화를 만들고 있다고 덧붙였다.
2016년 7월 "어벤져스"와 "어벤져스: 에이지 오브 울트론"의 조스 웨던 감독은 블랙 위도우 영화의 감독을 맡을 생각이 있다고 말하며, "존 르 카레처럼 훌륭하고 편집증적인 스파이 스릴러를 만들 수 있다"고 호언했다. 10월, 요한슨은 영화가 시리즈화될 수 있다고 언급하며, "(블랙 위도우는) 러시아로 돌아갈 수도 있어요. 위도우 프로그램을 경험할 수도 있고요. 모든 것이 가능하죠."라고 말했다. 더 이상 피부에 딱 달라붙은 캣슈트는 입고 싶지 않다고 경고하기도 했다. 다음 해 2월, 요한슨은 블랙 위도우 영화에 대해 "놀라워요. 영화가 만들어질 수 있을 때 최고의 버전이 되어야겠죠. 한편으로, 저는 할 수 없을 지도 몰라요. 그것은 독자적인 영화가 되어야 하고, 그것만의 스타일과 이야기가 있어야 해요."라고 말하며 영화 제작에 헌신했다. 개발 계획이 완료되고 블랙 위도우 영화에 대한 대중적인 지지 이후, 마블은 2020년 초가 프로젝트를 진척시킬 최적의 시기라고 결정했다.

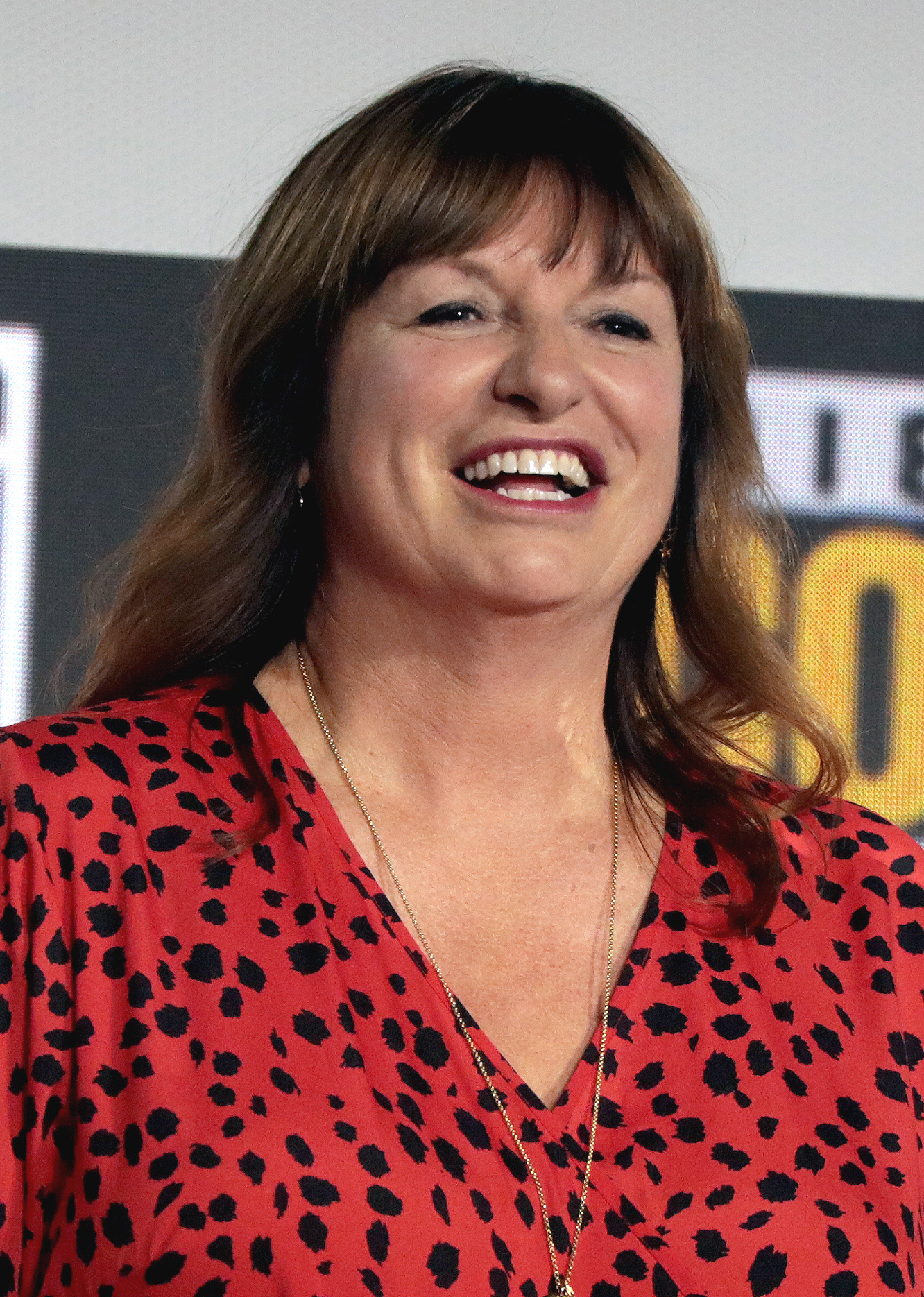
영화의 감독을 맡은 케이트 쇼틀랜드.

2017년 10월, 파이기는 요한슨을 만나 단독 영화의 방향에 대해 논의했고, 이후 마블 스튜디오는 잭 셰이퍼를 포함한 작가진을 만나기 시작했다. 셰이퍼는 그 해 12월에 다시 파이기와 만났고, 2017년 말 이전 각본가로 고용되었다. 셰이퍼와 요한슨은 2018년 2월 초 영화의 방향을 논의하기 위해 만났다. 마블은 프랜차이즈를 위해 여성 감독들을 고용하라는 요구에 의해, 여성 감독과 접선하기 시작했다. 4월 말, 마블은 까다로운 조사를 거쳐 추려낸 65명 이상의 감독들을 만났는데, 이 중에는 데니즈 감제 에르귀벤을 포함해, 차후 "이터널스"의 감독으로 선정된 클로이 자오,— 아마 아산테, 린 셸턴 등이 있었다. 다음 달에, 이 중 49명의 감독들이 추려졌고, 최정적으로 아산테와 매기 베츠, 케이트 쇼틀랜드가 6월에 파이기와 요한슨을 만났다. 멜라니 로랑과 킴벌리 피어스도 선정되었다. 그러나 쇼틀랜드의 전작 "로어"에 요한슨이 팬으로서 지지를 보냈고, 그러한 지지에 힘입어 쇼틀랜드가 7월에 블랙 위도우를 감독하기로 고용되었다.

### 제작 이전
2019년 2월, 네드 밴슨이 각본을 재구성하기 위해 고용되었다. 파이기는 스튜디오가 미국영화협회로부터 R등급의 영화를 제작하지 않기를 희망한다는 것을 확인했다. 3월에 플로렌스 퓨가 블랙 위도우와 대립하는 스파이 역으로 캐스팅되었다. 마블은 퓨를 2018년 말부터 그 역할에 배정하기를 희망했으나, 2019년 초 세어셔 로넌과 같은 다른 여배우들을 찾기 시작했다. 스튜디오는 2019년 개봉한 "파이팅 위드 마이 패밀리"를 통해 그녀가 그녀의 연기력에 대해 강렬한 평가를 받자 퓨를 다시 섭외했다. 2019년 4월, 퓨는 데이비드 하버, 레이첼 바이스, O. T. 패그벤레이와 함께 캐스팅이 천명되었다.

### 촬영
2019년 5월 28일 노르웨이에서 기본 촬영이 진행되었다. 6월 초, 프로덕션은 파인우드 스튜디오로 이동했다. 그 달 말, 레이 윈스턴이 영화에 합류했고, 부다페스트에서 촬영이 진행되었다.촬영은 9월까지 이어질 것으로 예상된다.

## 개봉
블랙 위도우는 2020년 11월 6일 미국에서 개봉할 예정이 있였지만 전세계 범유행인 코로나19가 발생이 되어 2021년 6월 29일에 연기를 하였다.
한국에서는 2021년 7월 7일에 첫 개봉했다.

## 한국판 성우진
- 소연 - 나타샤 로마노프/블랙 위도우(스칼렛 요한슨)
- 장예나 - 옐레나 벨로바(플로렌스 퓨)
- 김은아 - 멜리나 보스토코프(레이첼 와이즈)
- 이광수 - 알렉세이 쇼스타코프/레드 가디언(데이빗 하버)
- 권혁수 - 드레이코프(레이 윈스턴)
- 이규창 - 릭 메이슨(O. T. 패그벤레이)
- 정승욱 - 썬더볼트 로스(윌리엄 허트)
- 유동균 - 클린트 바튼/호크아이(제러미 레너)
- 이슬 - 테스크마스터(올가 쿠릴렌코)
- 이다은 - 위도우(난나 블론델)
- 정의한 - 로스의 비서(커트 유에)
- 이미나 - 발렌티나(줄리아 루이드라이퍼스)
- 이나경 - 어린 나타샤(에버 앤더슨)
- 이세은 - 어린 옐레나(바이올렛 맥그로우)